# Championnat du Danemark de football 2003-2004
Navigation
Saison précédente Saison suivante
La saison 2003-2004 du Championnat du Danemark de football était la 91e édition du championnat de première division au Danemark. Les 12 meilleurs clubs du pays se retrouvent au sein d'une poule unique, la Superligaen, où ils s'affrontent trois fois, à domicile et à l'extérieur. À l'issue du championnat, les deux derniers du classement sont relégués et remplacés par les deux meilleurs clubs de 1.division.
C'est le FC Copenhague, champion du Danemark en titre, qui remporte la compétition en terminant en tête de la poule. C'est le 4e titre de champion du Danemark de l'histoire du club. Le FC Copenhague réalise même le doublé en battant l'AaB Aalborg en finale de la Coupe du Danemark.

## Les 12 clubs participants
| - FC Copenhague - Herfølge BK - Promu de 1.division - AGF Aarhus - Viborg FF - BK Frem Copenhague - Promu de 1.division - FC Midtjylland | - Akademisk Boldklub - OB Odense - FC Nordsjælland - Brondby IF - AaB Aalborg - Esbjerg fB |

## Compétition

### Classement
Le barème utilisé pour établir le classement est le suivant :
- Victoire : 3 points
- Match nul : 1 point
- Défaite : 0 point

| Rang | Équipe                 | Pts | J  | G  | N  | P  | Bp | Bc | Diff |
| ---- | ---------------------- | --- | -- | -- | -- | -- | -- | -- | ---- |
| 1    | FC Copenhague (T) (C)  | 68  | 33 | 20 | 8  | 5  | 56 | 27 | +29  |
| 2    | Brøndby IF             | 67  | 33 | 20 | 7  | 6  | 55 | 29 | +26  |
| 3    | Esbjerg fB             | 62  | 33 | 18 | 8  | 7  | 71 | 44 | +27  |
| 4    | OB Odense              | 57  | 33 | 16 | 9  | 8  | 66 | 46 | +20  |
| 5    | AaB Aalborg            | 57  | 33 | 16 | 9  | 8  | 55 | 41 | +14  |
| 6    | FC Midtjylland         | 48  | 33 | 14 | 6  | 13 | 65 | 51 | +14  |
| 7    | Viborg FF              | 42  | 33 | 11 | 9  | 13 | 47 | 44 | +3   |
| 8    | AGF Aarhus             | 36  | 33 | 11 | 3  | 19 | 45 | 67 | -22  |
| 9    | FC Nordsjælland        | 32  | 33 | 7  | 11 | 15 | 35 | 59 | -24  |
| 10   | Herfølge BK (P)        | 31  | 33 | 8  | 7  | 18 | 34 | 57 | -23  |
| 11   | BK Frem Copenhague (P) | 27  | 33 | 8  | 3  | 22 | 40 | 65 | -25  |
| 12   | Akademisk Boldklub -9  | 17  | 33 | 8  | 2  | 23 | 31 | 70 | -39  |

|  | Qualification pour la Ligue des clubs champions 2004-2005                                                                                                 |
|  | Qualification pour la Coupe UEFA 2004-2005 |
|  | Qualification pour la Coupe Intertoto 2004 |
|  | Relégation en 1.division |
|  | (T) : Tenant du titre (C) : Vainqueur de la Coupe du Danemark (P) : Promu de deuxième division En italique : Qualification pour la Royal League 2004-2005 |

- L'Akademisk Boldklub reçoit une pénalité de 9 points pour avoir fait jouer Ali Akida, joueur d'un faux passeport.

## Bilan de la saison
| Championnat du Danemark de football 2003-2004 |                          |
| Champion                                      | FC Copenhague (4e titre) |
| Coupes et trophées                            |                          |
| Vainqueur de la Coupe du Danemark 2003-2004   | FC Copenhague            |
| Qualifications continentales                  |                          |
| Ligue des clubs champions 2004-2005           | FC Copenhague            |
| Coupe UEFA 2004-2005                          | Brøndby IF               |
| Coupe UEFA 2004-2005                          | AaB Aalborg              |
| Coupe Intertoto 2004                          | Esbjerg fB               |
| Coupe Intertoto 2004                          | OB Odense                |
| Promotions et relégations                     |                          |
| Promus en Superligaen                         | Silkeborg IF             |
| Promus en Superligaen                         | Randers FC               |
| Relégués en 1.division                        | BK Frem Copenhague       |
| Relégués en 1.division                        | Akademisk Boldklub       |

## Meilleurs buteurs
| Rang | Joueur             | Club           | Buts |
| ---- | ------------------ | -------------- | ---- |
| 1    | Steffen Højer      | OB             | 19   |
| 1    | Mohamed Zidan      | FC Midtjylland | 19   |
| 1    | Tommy Bechmann     | Esbjerg fB     | 19   |
| 1    | Mwape Miti         | OB             | 19   |
| 5    | Christian Lundberg | AaB            | 16   |
| 5    | Frank Kristensen   | FC Midtjylland | 16   |
| 7    | Álvaro Santos      | FC København   | 13   |
| 7    | Klaus Kærgård      | Viborg FF      | 13   |
| 9    | David Nielsen      | AaB            | 11   |
| 9    | Søren Larsen       | BK Frem        | 11   |
| 9    | Thomas Kahlenberg  | Brøndby IF     | 11   |
| 9    | Søren Frederiksen  | Viborg FF      | 11   |